# Victoria de Marichalar e Bourbon
Victoria Federica de Todos os Santos de Marichalar e Bourbon (Victoria Federica de Todos los Santos de Marichalar y Borbón; Madrid, 9 de setembro de 2000) é a segunda filha da infanta Elena de Bourbon e Grécia e de Jaime de Marichalar, neta dos reis eméritos da Espanha, Juan Carlos I e Sofia da Grécia, e sobrinha do atual rei Felipe VI. Victoria possui um irmão mais velho: Felipe.

## Nascimento e batismo
Victoria nasceu em 9 de setembro de 2000, em Madrid, três meses antes do nascimento de seu primo, Pablo Nicolas Urdangarin y Borbón. 
Em 11 de outubro de 2000, foi batizada no Palácio Real de Madrid, o Cardeal Antonio Maria Rouco Varela presidiu a cerimônia. A água utilizada veio do Rio Jordão. 
Seus padrinhos foram: o seu tio materno, Filipe, o Príncipe de Astúrias, e a sua tia paterna, Ana de Marichalar e Saenz de Tejada. 
Victoria Federica de Todos os Santos de Marichalar foi nomeada em homenagem à sua tataravó, Vitória Eugénia de Battenberg, a rainha consorte de Afonso XIII; "Federica" em homenagem à sua bisavó, Frederica de Hanôver; e "de Todos os Santos" por tradição na família real espanhola. 

## Educação e interesses
Victoria inicou sua educação no Colégio San Patrício de Madrid, onde também estudou seu irmão Felipe. Em setembro de 2012, passou a frequentar um internato próximo a Londres  e em meados de 2015 foi anunciado pela imprensa que ela voltara a estudar na Espanha, num colégio inglês, St. George's de La Moraleja. 
Em 2009, como é tradicional na família real espanhola, Victoria fez sua Primeira Comunhão.  
Estuda ballet e gosta, principalmente, de montar a cavalo.  Também lhe interessam as touradas.  No verão, é presença constante em Palma de Maiorca para as férias com seus pais, avós, tios e primos.
Victoria Federica é considerada o membro da realeza espanhola mais rebelde. O comportamento irresponsável da jovem ganha contornos graves, uma vez que, como membro da família real, tem obrigações acrescidas para dar o exemplo a outros jovens. Além disso, o tio, o rei Filipe VI já lhe pediu para ser mais discreta na sua vida pessoal, por forma a não manchar o nome da família.

## Aparições públicas
Como um membro da Casa Real espanhola, ela ocasionalmente aparece com a Família Real para determinados eventos.

## Títulos e estilos
- 9 de setembro de 2000 - presente: "Sua Excelência, Dona Victoria Federica de Todos os Santos de Marichalar e Bourbon, Grande de Espanha."

Apesar de não terem um grande título específico, todos os netos do rei João Carlos I, sem distinção, são membros oficiais da família real espanhola.